# Apamea rufithorax
Apamea rufithorax là một loài bướm đêm trong họ Noctuidae.